# غابرييل مارتينيز بوتش
غابرييل كلاوديو مارتينيز بوتش، هو مُدرب ولاعب كُرة قدم أرجنتيني، وُلد في 10 فبراير 1965.

## حياة مهنية
وُلِد مارتينيز بوش في مدينة لابلاتا. انطلق في مسيرته الرياضية مع فريق مسقط رأسه، إستوديانتيس دي لا بلاتا، في عام 2000. ومنذ ذلك الحين، عمل كمدرب لياقة بدنية في عدة أندية في الأرجنتين، بالإضافة إلى تجربته في إسبانيا مع سان بيدرو، وفي بوليفيا مع الأندية مثل بلومينج، خورخي ويلسترمان، أورورا وريال بوتوسي، وكذلك في الإكوادور مع ديبورتيفو كيتو، ماكارا وإنديبندينتي ديل فالي. كما شملت خبراته التدريبية رومانيا مع جامعة كرايوفا، والكويت مع التضامن، وقطر مع نادي قطر.
قبل موسم 2019، تم تعيين مارتينيز بوتش كمساعد لهوراسيو ماتوسيزيكزك في نادي مينيروس دي جوايانا الفنزويلي. ومع ذلك، ترك النادي في يناير من نفس العام بسبب مشاكله المالية، ثم عُين مدربًا للياقة البدنية في فريق نيو إنجلاند ريفولوشن بالدوري الأمريكي لكرة القدم.  لاحقًا، تولى تدريب فريق تحت 19 عامًا في النادي.
في 5 يناير 2022، تولى مارتينيز بوتش مسؤولية إدارة الفريق الأول في مينيروس.  وكانت أول مباراة احترافية له كمدير فني في 26 فبراير، حيث تعرض لخسارة على أرضه بنتيجة 1-3 أمام موناجاس.
في 7 أبريل 2022، قدم مارتينيز بوتش استقالته من نادي مينيروس بعد ست مباريات فقط.  في مايو، عاد إلى بلاده حيث انضم إلى فريق روبين داريو إنسوا في سان لورينزو كمدرب لياقة بدنية. 

## الحياة الشخصية
كان مارتينيز بوتش شقيق يدعى كريستيان، هو مجرم مُدان باحتجاز شريكته بشكل غير قانوني، بالإضافة إلى تخديرها، تشويه سمعتها، والاعتداء الجنسي على بناتها. 

## التعليم
درس مارتينيز بوش درجة البكالوريوس في الأداء العالي وتكنولوجيا الرياضة(UAI)، ثم اكمل دراسته ليحصل على درجة الماجستير في التدريب الرياضي في هافانا، كوبا. وهو طالب دكتوراه في جامعة غرناطة في إسبانيا. ومدير الفني للاتحاد الأرجنتيني لكرة القدم.

## الأوسمة
- حصل غابرييل كلاوديو مارتينيز بوتش، على أوسمة خلال مسيرته المهنية من هذه الأوسمة :
- سيباو

- دوري دومينيكانا لكرة القدم عام 2023

## الروابط الخارجية
- غابرييل مارتينيز بوتش، الملف  على موقع Soccerway